# Пам'ятник Тарасові Шевченку (Мелітополь)
Па́м'ятник Тара́сові Шевче́нку в Меліто́полі — нині втрачений пам'ятник-скульптура Тараса Шевченко, котра була встановлена в Мелітополі на площі Перемоги. Гранітний монумент зображує поета в повний зріст із книгою в руці.
Зведення пам'ятника Шевченку в Мелітополі планувалося з 2006 року, хоча місце встановлення пам'ятника багаторазово переглядалося. До лютого 2010 року було завершено скульптуру, у 2010—2011 роках побудовано постамент, і 22 травня 2011 пам'ятник було відкрито.
Біля пам'ятника традиційно проводяться українські патріотичні та націоналістичні мітинги. Двічі пам'ятник ставав жертвою вандалів.

## Зовнішній вигляд
Пам'ятник зображає Тараса Шевченка в повний зріст. Висота скульптури 2,2 метра. Поет зображений у русі, з книгою в руці. Пам'ятник виконано із світло-коричневого граніту з Токівського родовища Дніпропетровської області. Скульптура зроблена майстром Віталієм Рожиком з Коростишева.

Вид зі спини.

Постамент пам'ятника облицьовано плитами полірованого червоного граніту. Кольорові елементи доріжки біля пам'ятника виконані за мотивами орнаментів української вишиванки. Щорічно працівники «Зеленбуду» висаджують навколо постаменту різнокольорові квіткові клумби.

## Історія

### Підготовка до будівництва
Хоча встановлення пам'ятника Шевченку в Мелітополі обговорювалося з 2006 року, перші 4 роки були зайняті вибором місця, збором коштів та виготовленням скульптури.
Заплановане місце встановлення пам'ятника змінювалося кілька разів.
У 2006 році міська влада дала дозвіл на встановлення пам'ятника біля будівлі технічної школи на проспекті 50-річчя Перемоги.
У 2008 році розглядалося три варіанти місця встановлення пам'ятника: на проспекті 50-річчя Перемоги в районі кінотеатру «Перемога», на початку проспекту Богдана Хмельницького біля Межового каменю та на площі Перемоги.
У 2010 році до розглядуваних місць додалися бульвар 30-річчя Перемоги, сквер на вулиці Ломоносова (в районі магазину «Товари для дому»), майданчик перед головним корпусом ТДАТУ та зелена зона біля технічної школи на проспекті 50-річчя Перемоги. Управління архітектури та містобудування організувало опитування мелітопольців, кілька разів вибір місця встановлення пам'ятника обговорювався на містобудівній раді, спеціальна комісія приміряла макет пам'ятника до конкретних місць.
Зрештою, було обрано місце на площі Перемоги. Керівник управління архітектури Наталя Фещенко пояснила цей вибір просторовим об'ємом на площі, що добре поєднується з невеликим розміром пам'ятника, та значним людським потоком через площу.
У 2008 році почався збір коштів на будівництво пам'ятника.
Гроші на пам'ятник пожертвували міський голова Дмитро Сичов, його заступники, мелітопольське відділення Малої академії наук, ляльковий театр гімназії № 5, вечірня школа, астраханська школа.

### Встановлення
У лютому 2010 року скульптура Тараса Шевченка роботи Віталія Рожика була доставлена з Коростишева до Мелітополя.
У 2010 році було реконструйовано частину площі Перемоги, на якій вирішили встановити пам'ятник: було встановлено нові лавки та урни, замінено тротуарну плитку, відремонтовано освітлення. Сходинки постаменту було виготовлено восени 2010 року, а основну частину постаменту — навесні 2011 року.
Плити полірованого червоного граніту загальною вагою 8,8 тонн, використані при облицюванні постаменту, було доставлено з каменеобробного заводу «Омфал» (місто Шахтарськ) завдяки спонсорській допомозі ВАТ «Мелавтотранс».
Пам'ятник було відкрито в неділю, 22 травня 2011 року, в день 150-ї річниці перепоховання Тараса Шевченка на Чернечій горі в Каневі.

### Знищення
У 2023 році під час російської окупації Мелітополя пам'ятник незаконно було знесено окупаційною владою.

## Значення

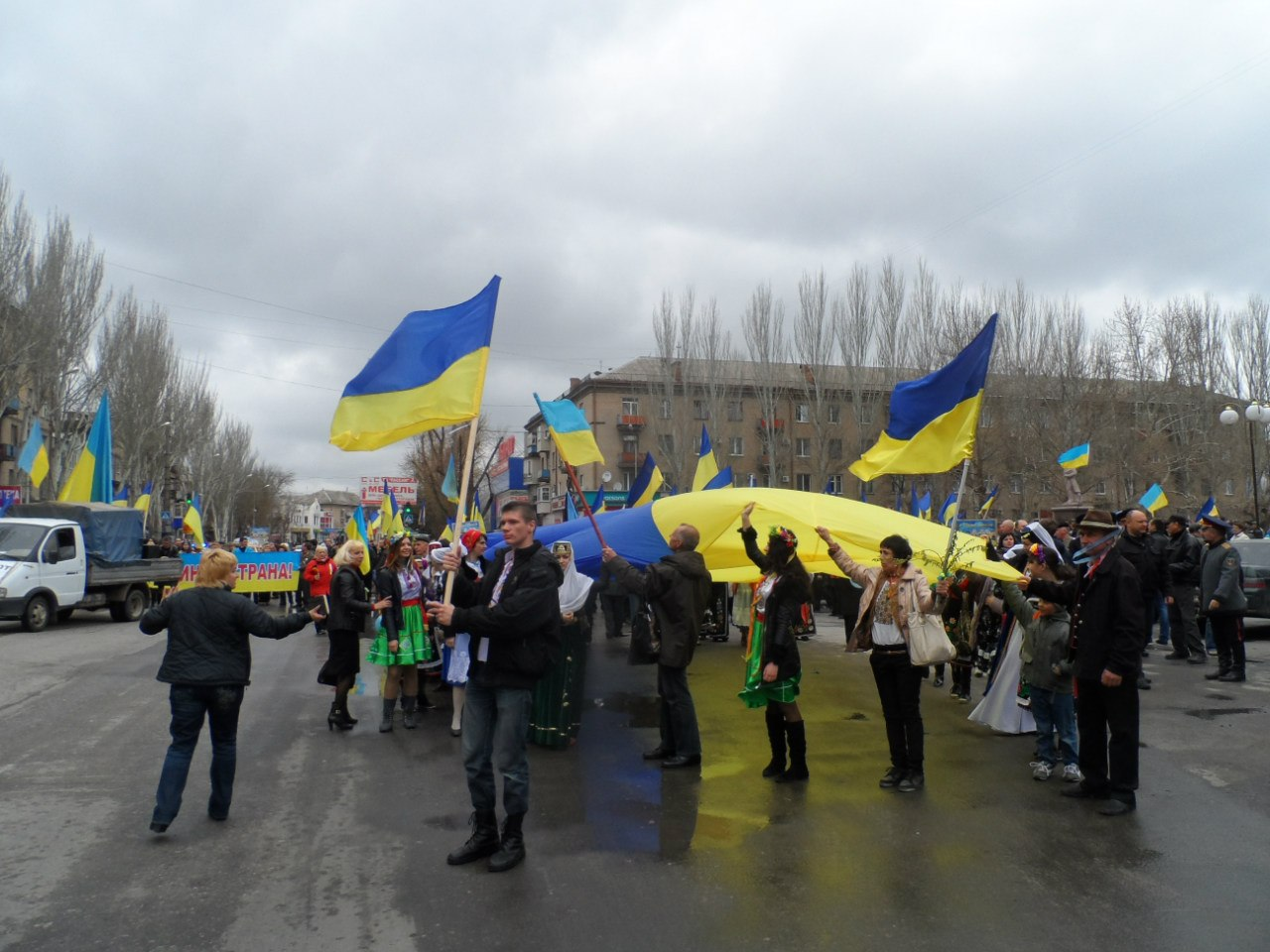

Біля пам'ятника щорічно 9 березня святкується день народження Тараса Шевченка. Також він став традиційним місцем мітингів мелітопольських націоналістів. Ще біля нього проводяться урочистості в свята, пов'язані з українською державністю.
Підчас політичної кризи 2014 року пам'ятник був традиційним місцем збору мелітопольських прихильників Євромайдану і цілісності України.
У лютому 2014 року пам'ятник двічі закидали яйцями. У ніч на 8 березня скульптурі було відбито частину носа. Двох підозрюваних затримала міліція. Лідер міської організації ВО «Свобода» Олексій Ревенок пояснив акт вандалізму тим, що «у деяких мелітопольців Тарас Шевченко асоціюється з образом бандерівця». Ці акти вандалізму над пам'ятником Шевченку відбувалися в приблизно той же час, коли нападам вандалів піддавалися мелітопольські пам'ятники Леніну та обговорювалося питання про їх повалення. Зокрема, пам'ятнику Леніну в Новоолександрівському парку чотирма місяцями раніше також було відбито ніс.